# Shaykh al-Hadid
Shaykh al-Hadid est une ville de Syrie située à 2,5 km de la frontière turque. La ville est située dans la région d'Alep dans le district d'Afrin.
Cette ville compte 5 500 habitants[réf. nécessaire], en majorité des Kurdes.[réf. nécessaire]
Elle est située dans une région montagneuse et steppique.
Les villageois cultivent des olives.[réf. nécessaire]